# 北京啤酒朝日
北京啤酒朝日有限公司位于中华人民共和国北京市怀柔区雁栖工业开发区，是一家啤酒制造企业，其主要产品为北京啤酒。公司原名北平啤酒厂、北京啤酒厂。现在北京啤酒朝日是一家日资企业，朝日集团控股株式会社持有90%的股份，伊藤忠商事株式会社持有余下10%的股份。公司是中国首家全线均为生啤产品的啤酒企业，除生产北京牌生啤酒外也生产朝日啤酒。公司注册资本为12,933万美元，占地面积16.7万平方米，年产能为10万千升。公司源于1941年日本占领北平时日本麦酒株式会社在北平东郊成立的北平啤酒厂。1945年北平啤酒厂由国民政府接收，次年转让私人经营，1949年又由中华人民共和国政府接收并改名为北京啤酒厂。北京啤酒厂生产的丰收牌、北京牌、天坛牌啤酒多次获奖并出口欧美等地。1984年，北京啤酒厂啤酒产量占北京市啤酒总产量的49%。但20世纪90年代，北京啤酒销量下滑。香港中策曾一度控股北京啤酒，不久朝日集团和伊藤忠商事入股北京啤酒厂。2004年，北京啤酒朝日将厂房由朝阳区百子湾搬迁至怀柔区雁栖工业开发区。

## 历史

### 1949年以前
1941年，日本麦酒株式会社出资在北平东郊兴建了北平啤酒厂。1943年5月，工厂竣工投产。当时北平啤酒厂出产飞马牌啤酒，但生产的啤酒仅供侵华日本人饮用。:161
1945年，日本战败，国民政府经济部接管了北平啤酒厂。1946年，国民党将北平啤酒厂卖给私人企业家经营。1949年前北平啤酒厂的产量一直很低，1949年的年产量仅为207吨。:161

### 北京啤酒厂
中华人民共和国成立后，国家税务总局华北酒业专业局接管了北平所有的酿酒工厂:150。北平啤酒厂改名北京啤酒厂。1953年，中华人民共和国轻工业部接管了北京啤酒厂，废除了飞马牌商标，改而生产北京牌啤酒。在20世纪50年代，国家投资403万元人民币，将北京啤酒厂的产能提高到每年一万吨。60年代，国家投入127万人民币，配合北京啤酒厂内部挖潜，使产能再提高到1.7万吨。啤酒厂生产的玉泉牌啤酒和天坛牌啤酒开始销往香港、澳门和新加坡。:1611965年，北京啤酒厂参与组建北京酿酒总厂，成为酿酒总厂的七个直属企业之一:150。70年代，啤酒厂增加了糖化、发酵设备，扩建了麦芽车间，同时国家再投资339万元人民币，使产能提高到2.7万吨。
20世纪80年代，北京啤酒厂扩建糖化楼，引进联邦德国包装生产线，并采用嘉士伯酵母和联邦德国硅藻土过滤机生产天坛牌啤酒。期间北京啤酒厂产能翻番，突破5万吨。据统计，1984年北京啤酒厂完成工业生产总值2,233万元人民币，利润1,155万元人民币，生产啤酒5.6万余吨，占当时北京四家啤酒厂（另外三家是北京五星啤酒厂、燕京啤酒厂、玉泉山啤酒厂:153）总产量的49%。1987年，北京啤酒厂脱离北京酿造总厂，独立建厂。:161
北京啤酒厂生产的丰收牌北京啤酒曾获1984年轻工业部酒类质量大赛金杯奖、1985年国家优质产品金质奖、1987年出口名特产品金奖、1988年第13届巴黎国际食品博览会金夏尔奖。1989年，清爽型北京啤酒与丰收牌北京啤酒获中国啤酒协会评比金奖。1989年，天坛牌北京啤酒获首届北京国际博览会金奖。
到了1990年，北京啤酒厂已有1434名员工，其中有196名技术人员；企业占地面积16万平方米，建筑面积12.7万平方米。啤酒厂每年可生产12万吨啤酒，产品出口欧美20多个国家与地区。在20世纪80年代至90年代初的北京市场中，北京啤酒厂的啤酒供不应求。因啤酒商标为白底，北京民众称其为“老白牌儿”。当时北京啤酒厂位于城东，而五星啤酒厂位于北京城西，两家啤酒厂分别主打北京城的东西两部分。

### 中策北京啤酒
1993年，中策集团的子公司香港中策与北京啤酒厂合资，成立了北京中策北京啤酒有限公司，控股股东中策持有55%的股份。当时，中策还收购了烟台啤酒厂和出产钱江啤酒的杭州啤酒厂等啤酒企业，将多家啤酒企业打包组建中国啤酒控股公司。公司在百慕大注册，随后在加拿大成功招股上市。期间，燕京啤酒等啤酒品牌采用更加灵活的销售方式，例如用三轮车到胡同里销售啤酒，导致北京啤酒厂销量下滑。

### 日资收购
1995年12月，朝日啤酒与伊藤忠商事入主北京啤酒厂。1999年，日资收购了香港中策旗下北京啤酒的全部股份。当时北京红星酿酒集团公司与日本朝日啤酒株式会社、伊藤忠商事株式会社三方共同拥有北京啤酒朝日有限公司，公司的注册资本5800万美元，北京红星酿酒集团持股21.61%。
朝日啤酒接手后，北京啤酒的市场份额进一步萎缩。据报道，在中策时代北京啤酒尚有12万吨的产能，占北京市场三分之一的份额；朝日接手后，北京啤酒连年亏损，到2004年时仅有2.67%的份额。市面上的北京啤酒曾一度委托朝日啤酒旗下的烟台啤酒朝日股份生产，而年产量却仅有1万吨。2003年，朝日啤酒宣布将投资3.3亿元人民币把北京啤酒厂搬迁至北京市怀柔区，建设拥有纯生啤酒生产线的新厂，同时拓展观光旅游功能。2004年，一期工程完工，产能5万吨，出产北京牌、朝日牌和舒波乐牌三种品牌的啤酒。据称，2004年投产后，北京啤酒朝日的销量年增幅超过40%。2007年4月，追加投资5,400万元兴建的二期工程完工，产能翻番，达到10万吨。
2009年7月，北京红星酿酒集团公司在北京产权交易所挂牌转让所持北京啤酒朝日有限公司21.61%的股份，挂牌价2,800万元人民币。当时北京啤酒朝日的总资产为6.2亿元人民币，负债5.66亿元人民币。2008年主营业务收入9,644.4万元，亏损8,887万元人民币。朝日啤酒受让这部分股权，持有68.64％的股份，成为北京啤酒第一大股东；另一股东日本伊藤忠商事株式会社持股31.36％。至此，北京啤酒厂彻底成为一家日资企业。市场传闻称朝日啤酒将弃用北京啤酒品牌，但朝日啤酒辟谣指出将继续使用北京啤酒品牌。

## 产品
北京啤酒朝日有限公司只生产生啤酒，是中国首家全线产品均为生啤的啤酒制造商。工厂生产瓶装、听装、桶装多个品类的北京牌生啤酒。瓶装产品包括11度珍品纯生、11度内部品鉴、8度北京冰纯、8度小棕瓶。听装产品有11度珍品纯生、10度精品纯生、11度纯生、10度纯生、8度纯生。桶装系列有11度特生桶和12度特生桶。
此外，北京啤酒朝日有限公司也生产朝日啤酒，并利用中国的人力、土地价格优势，替代部分日本出产的朝日啤酒出口到亚洲和大洋洲地区。